# Tjarnitsa (vattendrag i Vitryssland, Vitsebsks voblast)
Tjarnitsa (vitryska: Чарніца, ryska: Chërnitsa) är ett vattendrag i Belarus.   Det ligger i voblasten Vitsebsks voblast, i den norra delen av landet, 120 km norr om huvudstaden Minsk.